# Lycaeides pseudarmoricana
Lycaeides pseudarmoricana är en fjärilsart som beskrevs av Beuret 1934. Lycaeides pseudarmoricana ingår i släktet Lycaeides och familjen juvelvingar. Inga underarter finns listade i Catalogue of Life.